# Mercedes de Oriente
Mercedes de Oriente est une municipalité du Honduras, située dans le département de La Paz. La municipalité comprend 3 villages et 21 hameaux. Mercedes de Oriente est fondée en 1889.

## Source de la traduction
- (es) Cet article est partiellement ou en totalité issu de l’article de Wikipédia en espagnol intitulé « Mercedes de Oriente » (voir la liste des auteurs).